# Метт Гіфі
Меттью Кііті «Метт» Гіфі (англ. Matthew Kiichi "Matt" Heafy; 26 січня 1986, Івакуні, Японія) — американський музикант японського походження, більш відомий як фронтмен, вокаліст, гітарист та пісняр гурту Trivium.

## Біографія

### Раннє життя
Гіфі народився в Івакуні, Японія, від матері-японки та батька-американця. Його батько, колишній член Корпусу морської піхоти США, наполовину ірландець і наполовину німець. У Гіфі є молодша сестра Мішель, яка зараз теж є блоґеркою та музиканткою. Хоча Гіфі народився в Японії, він прожив там лише один рік і не володіє вільно японською мовою; однак, він використовує деякі основні фрази, коли виступає в Японії. Потім його сім'я переїхала до Орландо, штат Флорида, де він зараз проживає. Гіфі відвідував середню школу Лейк-Брантлі. Він закінчив свій останній курс, водночас гастролюючи в Європі, і закінчив у 2004 році. У ті роки Гіфі вів життя в стилі straight edge.
Гіфі навчився грати на тенор-саксофоні протягом багатьох років, а в одинадцять років став серйозніше грати на гітарі. У той період він в основному слухав поп-панк-групи і навіть пройшов прослуховування для місцевої групи під назвою «Freshly Squeezed», виконавши пісню Blink-182 Dammit. Однак після прослуховування він так і не отримав повторного дзвінка. Він також посилається на те, що його знайомство з важким металом зробив його однокласник Девід, який подарував йому копію однойменного альбому Metallica.
Гіфі не знає офіційної музичної теорії і майже повністю самоучка. Він вміє читати ноти, але вміє використовувати це лише на саксофоні. Однак у 2015 році він почав формально навчатися грі на гітарі:
|  | «Досить багато займався самоучкою, час від часу займався, можливо, два чи три роки, але я не знаю нічого офіційного в музиці на гітарі. Хоча я знаю на саксофоні… але це не допомагає мені на гітарі. " |

Гіфі все ще часто використовує той самий перший Gibson Les Paul, який отримав від свого батька, але лише в студійних умовах. Для живих виступів він використовує свій фірмовий Epiphone Les Paul, створений за моделлю його Gibson.

### Кар'єра

#### Trivium

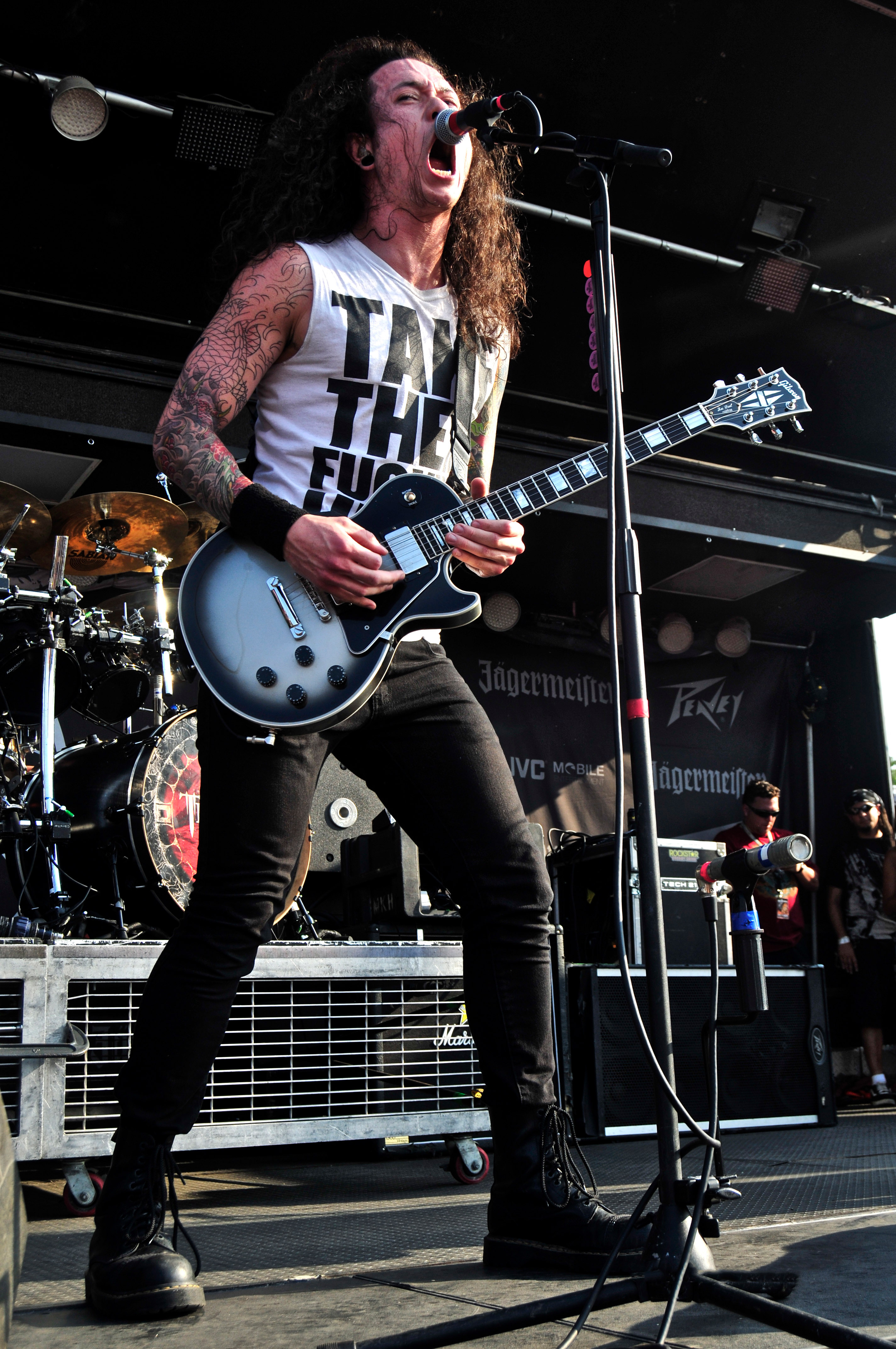
Гіфі на фестивалі Mayhem. 2009 рік

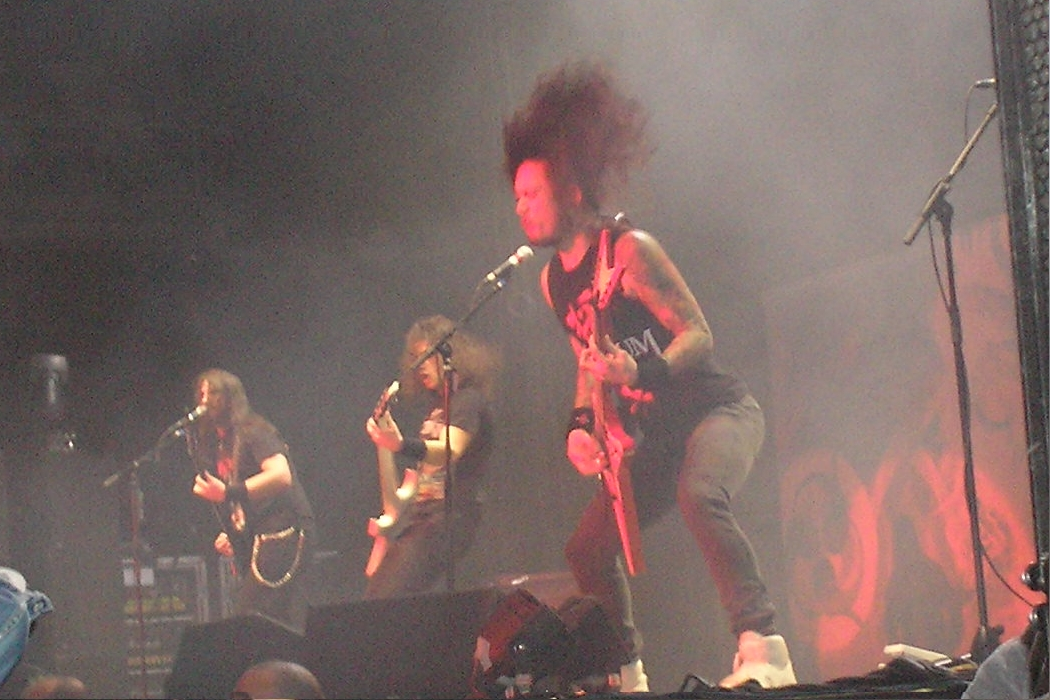
Гіфі в 2008 році

Після його гри на гітарі на шкільному шоу талантів, оригінальний вокаліст гурту Бред Лютер запросив Гіфі спробувати в Trivium. Спочатку він був прийнятий як головний гітарист, незважаючи на те, що йому було лише 12 років (іншим учасникам на той час було 15-16). Однак Лютер покинув групу менш ніж за місяць через творчі розбіжності щодо майбутнього музичного напряму групи. Барабанщик Тревіс Сміт переконав Гіфі зайнятися вокалом, хоча сам Гіфі на той момент не був впевнений у своєму голосі. Гурт почав шукати зовнішнього вокаліста на цю посаду, але не знайшов відповідного кандидата. Згодом Гіфі погодився стати постійним вокалістом Trivium, зберігши також посаду головного гітариста гурту. Він навчився гарчати і кричати, особливо роблячи це в ранні роки гурту. Однак він зізнався, що використовував техніку неправильно більшу частину своєї кар'єри, що в кінцевому підсумку завдало серйозної шкоди його голосовим зв'язкам у роки, що передували виступу гурту на Rock on the Range у 2014 році, де він продув свій голос на сцені. Того ж року він почав брати уроки вокалу у тренера Рона Андерсона, керуючись порадою М. Шедоуса з Avenged Sevenfold. У 2016 році Гіфі повернувся до виконання нечистого вокалу наживо з тією ж частотою, що й до травми, посилаючись на уроки Андерсона як на джерело допомоги та вдосконалення. Він стверджує, що нова техніка насправді легша, ніж звичайна розмова.
З випуском четвертого альбому Trivium, Shogun, Гіфі значно розширив свій вокальний діапазон; від дуже мелодійного співу до хардкорних криків. У 2011 році був випущений п'ятий студійний альбом Trivium, In Waves, з «більшим наголосом на піснях, а не на майстерності», в альбомі представлено повний спектр вокальних талантів Гіфі, причому деякі пісні повністю складаються зі скрімінгу, інші — без крику. усі та багато пісень, які об'єднали обидва, як і в попередніх записах.
У Trivium Гіфі іноді ділить обов'язки головної гітари з Корі Больє, хоча він відповідає за запис ритм-треків в альбомах.
Після Ember to Inferno Гіфі жартома грав у жанрі постгардкор, випустивши одну пісню під назвою «Head on Collision with a Rosebush Catching Fire» під назвою Tomorrow Is Monday.
4 грудня 2020 року Гіфі випустив спільний 5-трековий мініальбом з американським ютюбером і музикантом Джаредом Дайнсом.

#### Roadrunner United

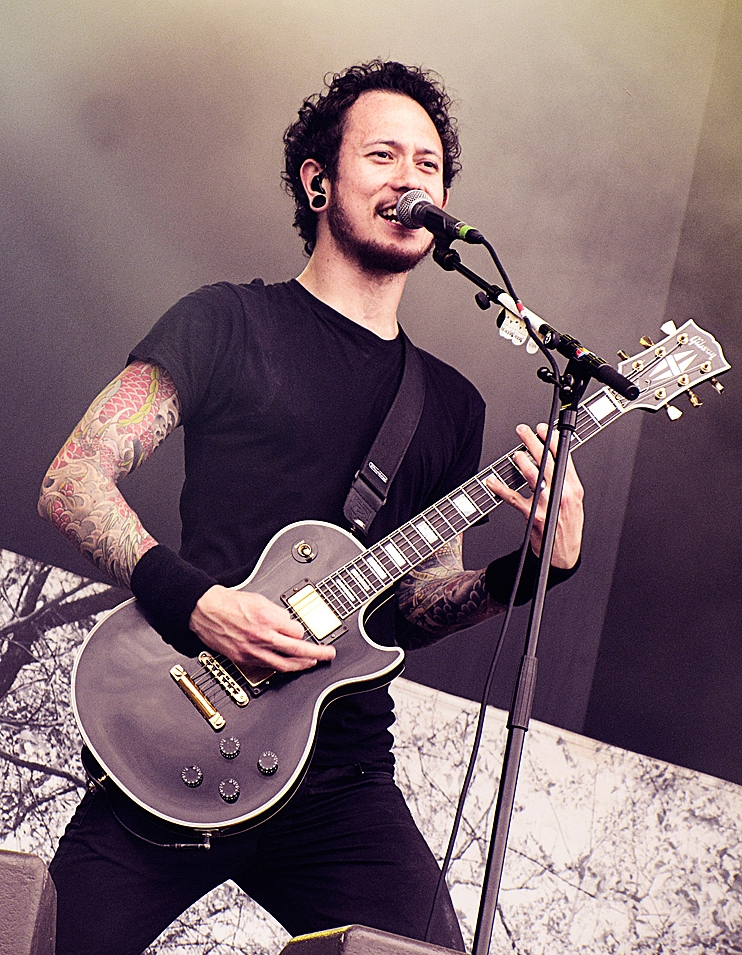
Гіфі в 2012 р.

У 2005 році Roadrunner Records випустив Roadrunner United: The All-Star Sessions на честь 25-річчя лейблу. Було обрано чотирьох «капітанів команди»: Джої Джордисон (Slipknot, Murderdolls, Scar the Martyr), Робб Флінн (Machine Head) і Діно Казарес (Fear Factory), а також Гіфі. Гіфі також написав текст і заспівав головний вокал для пісні «The End», капітаном якої був Діно Казарес. Він разом із колегою по гурту/гітаристом Корі Больє також записав пісню «In the Fire» за участю співака King Diamond, басиста Майка Д'Антоніо із Killswitch Engage та барабанщика Дейва Чаваррі. Він також написав і грав на гітарі на композиціях «Dawn of a Golden Age», «I Don't Wanna Be (A Superhero)» і «Blood and Flames», також записав вокал до останнього.

#### Ibaraki
21 січня 2022 року Гіфі оприлюднив перший сингл «Tamashii no Houkai» зі свого проекту Ibaraki під впливом блек-металу. У пісні бере участь Ісан із блек-метал-гурту Emperor.
Дебютний альбом Ібаракі, Rashomon, був випущений 6 травня 2022 року, в якому, окрім Ісана, увійшли Нергал з Behemoth і Джерард Вей з My Chemical Romance. Текст альбому був натхненний японською спадщиною Гіфі, черпаючи її з японської міфології та фольклору.

#### Інші роботи
Гіфі виграв нагороду Metal Hammer «Golden God» у 2006 році.
Того ж року він заспівав одну пісню «Blind» для Korn на фестивалі Download, коли головний вокаліст Korn Джонатан Девіс захворів.
Гіфі — разом із кількома іншими металістами — виступає в ролі гостя в музичних відео для «Aesthetics of Hate» від Machine Head, «All I Want» від A Day to Remember і «Moving On» від Asking Alexandria.
У 2014 році Гіфі взяв участь у шостому студійному альбомі DragonForce під назвою Maximum Overload. Він виконав бек-вокал у трьох із десяти треків альбому: «The Game», «Defenders» і «No More».
У 2015 році Гіфі взяв участь у альбомі металевої супергурту Metal Allegiance. Він виконав головний вокал і додаткову гітару на треку «Destination: Nowhere». Він також зробив гітарний внесок у трек «Triangulum I. Creation II. Evolution III. Destruction».
У 2016 році Гіфі з'явився в альбомі Arktis колеги-музиканта Ihsahn.
У жовтні 2019 року Гіфі був запрошеним вокалістом в акустичній версії «Stabbing in the Dark» гурту Ice Nine Kills.
4 грудня 2020 року Гіфі з'явився на спільному EP з ютубером Джаредом Дайнсом із 5 пісень під назвою «Dines x Heafy». Того ж дня вийшов і кліп на пісню «Dear Anxiety». Гіфі та Дайнс раніше вже співпрацювали над кавер-версією пісні «Better Now» Поста Малоуна.
16 липня 2021 року Гіфі виконав запрошений вокал у перезаписі Powerwolf «Fist by Fist (Sacralize or Strike)» у розкішній версії Call of the Wild.
Гіфі з'являється як запрошений вокаліст у Funcom's Metal: Hellsinger. Він виступає як композитор і звуковий дизайнер для майбутньої гри Martial Arts Tycoon.
Гіфі також був включений у кілька пісень із 2 альбомів, випущених у 2022 році за мотивами карткової гри Magic: the gathering

## Обладнання

### Гітари

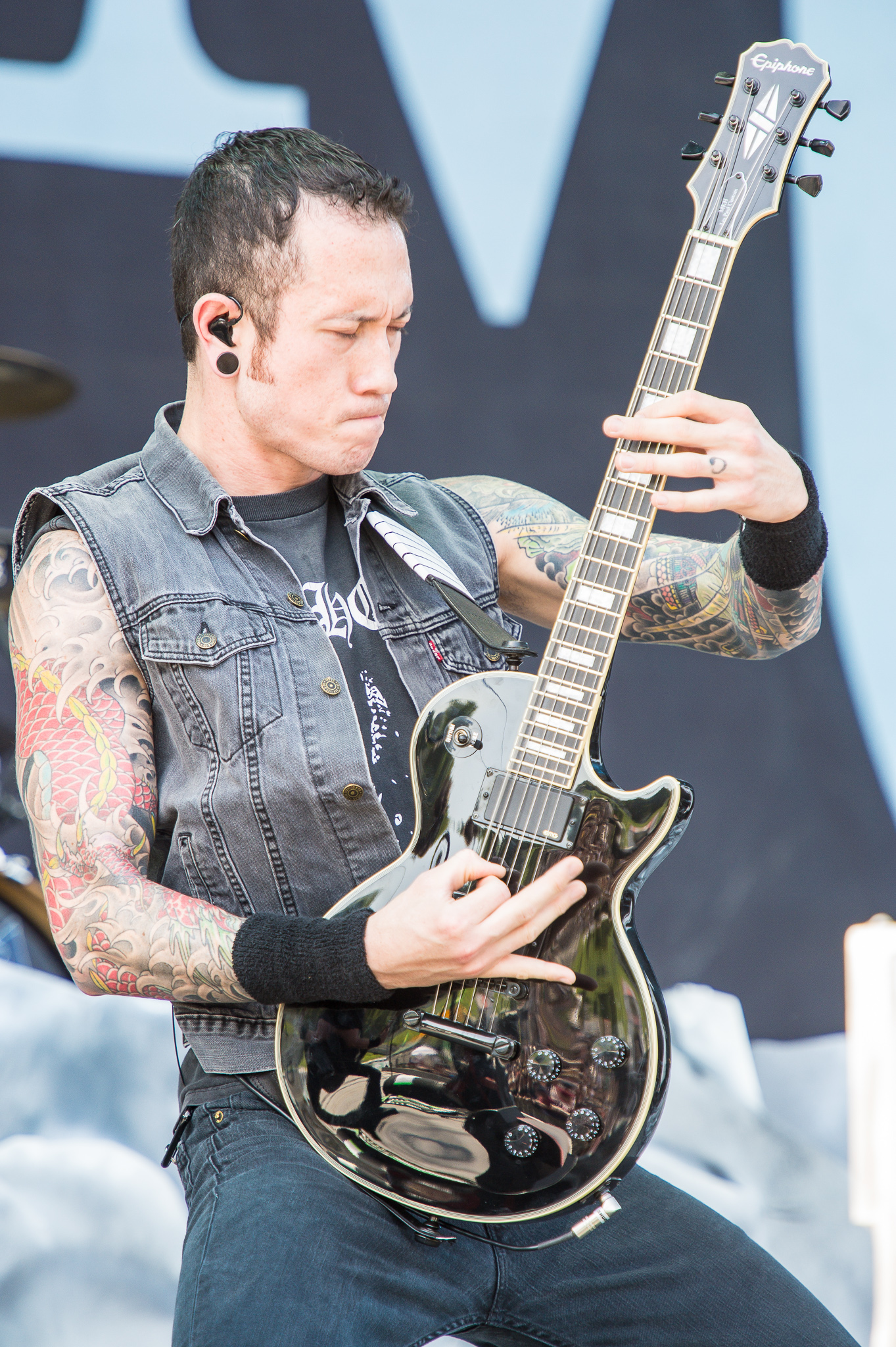
Гіфі на фестивалі Rock im Park в Німеччині, 2014 рік.

Гіфі підтримує Gibson з літа 2009 року. До цього, у 2006 році, він підтримав Dean Guitars після того, як він і Корі Больє отримали прототипи Dean Razorback. У 2008 році була випущена його фірмова модель, форма ML із зображенням японського сонця, що сходить. Він припинив використовувати гітари Dean у 2009 році після деяких розбіжностей. Влітку 2009 року Gibson зробив для нього індивідуальний 7-струнний Explorer, який пізніше став серійною моделлю, але доступний лише в чорних моделях для правої руки.
У 2013 році Epiphone випустив свою фірмову модель Les Paul у 6- і 7-струнній версіях. Раніше його бачили в ролі своїх фірмових моделей у турі Dream Theater «A Dramatic Turn of Events Tour». У 2017 році Epiphone випустив нову фірмову модель під назвою «SnØfall», яка черпала натхнення з альбому Trivium 2015 року Silence in the Snow. Ця модель доступна в конфігураціях з 6 і 7 струн і має ексклюзивну нестандартну обробку Alpine White разом з білою дошкою для грифа Phenolic. У 2022 році Epiphone випустив свій фірмовий Les Paul Custom Origins зі своїми фірмовими звукознімачами Fishman Fluence у чорно-білому варіанті, 6 і 7 струнних і конфігураціях для правої та лівої рук.
- Epiphone Les Paul Custom Origins Signature — чорно-білі 6 і 7 струнні гітари в конфігурації для лівої та правої рук
- Epiphone Les Paul Custom Signature Model — чорні 6 і 7-струнні гітари
- Epiphone Les Paul Custom «Snøfall» Signature Model — повністю білі 6 та 7 струн, натхненні альбомом Trivium 2015 року Silence in the Snow[25]
- Gibson Les Paul Custom — у чорному, білому та сріблястому кольорах
- Gibson Explorer — 7-струнна у чорному та білому кольорах
- Gibson Hummingbird — акустика на випадок
- Dean ML MKH Rising Sun — підписна модель та інші моделі
- Dean Razorback

## Особисте життя
10 січня 2010 року Гіфі одружився з Ешлі Говард в Орландо, штат Флорида. На весіллі були присутні їхні близькі друзі та родина. У пари є двійнята: донька та син, які народилися 6 листопада 2018 року. Метт повернувся додому з туру, щоб бути з Ешлі в пологах, поки тур закінчили Говард Джонс і Йоганнес Екерстрем, які виконували вокал у різних піснях, а також ютубер Джаред Дайнс під гітару.
Гіфі неодноразово плутали з фронтменом The 1975 Метті Гілі через схожість їхніх імен. У січні 2023 року Гіфі потрапив у новини, відповівши на запит Cameo від користувача, який прийняв його за Гілі.

### Стримінг у Twitch
Гіфі — ґеймер і практикуючий бразильське джиу-джитсу. Він проводить щоденні прямі трансляції на своєму каналі Twitch «matthewkheafy», які включають відеоігри, тренінги гри на гітарі, розминку вокалу, демонстрацію своїх уроків бразильського джиу-джитсу та виконання пісень Trivium і акустичних переграшів.

## Дискографія

### Trivium
- Ember to Inferno (2003)
- Ascendancy (2005)
- The Crusade (2006)
- Shogun (2008)
- In Waves (2011)
- Vengeance Falls (2013)
- Silence in the Snow (2015)
- The Sin and the Sentence (2017)
- What the Dead Men Say (2020)
- In the Court of the Dragon (2021)

### Capharnaum
- Fractured (2004)

### Mindscar
- Midwinter Darkness демо (2002)

### Tomorrow Is Monday
- Lush Like an Antpile (2004)
- Head on Collision with a Rosebush Catching Fire (2004)

### з Джаредом Дайнсом
- Dines x Heafy (2020)

### Ibaraki
- Rashomon (2022)

### Інші роботи
- Roadrunner United (2005)